# Territorialheer
Das Territorialheer war ein Teilbereich des Heeres der Bundeswehr, der für die territoriale Verteidigung zuständig war.
In Abgrenzung zum Feldheer sollte das Territorialheer auch im Verteidigungsfall weiterhin national geführt werden. Es bestand im Gegensatz zum Feldheer größtenteils aus nicht aktiven Truppenteilen, die erst im Verteidigungsfall durch Einberufung von Reservisten aufwuchsen. Ein Teilbereich des Territorialheeres war die Heimatschutztruppe.

## Aufgaben

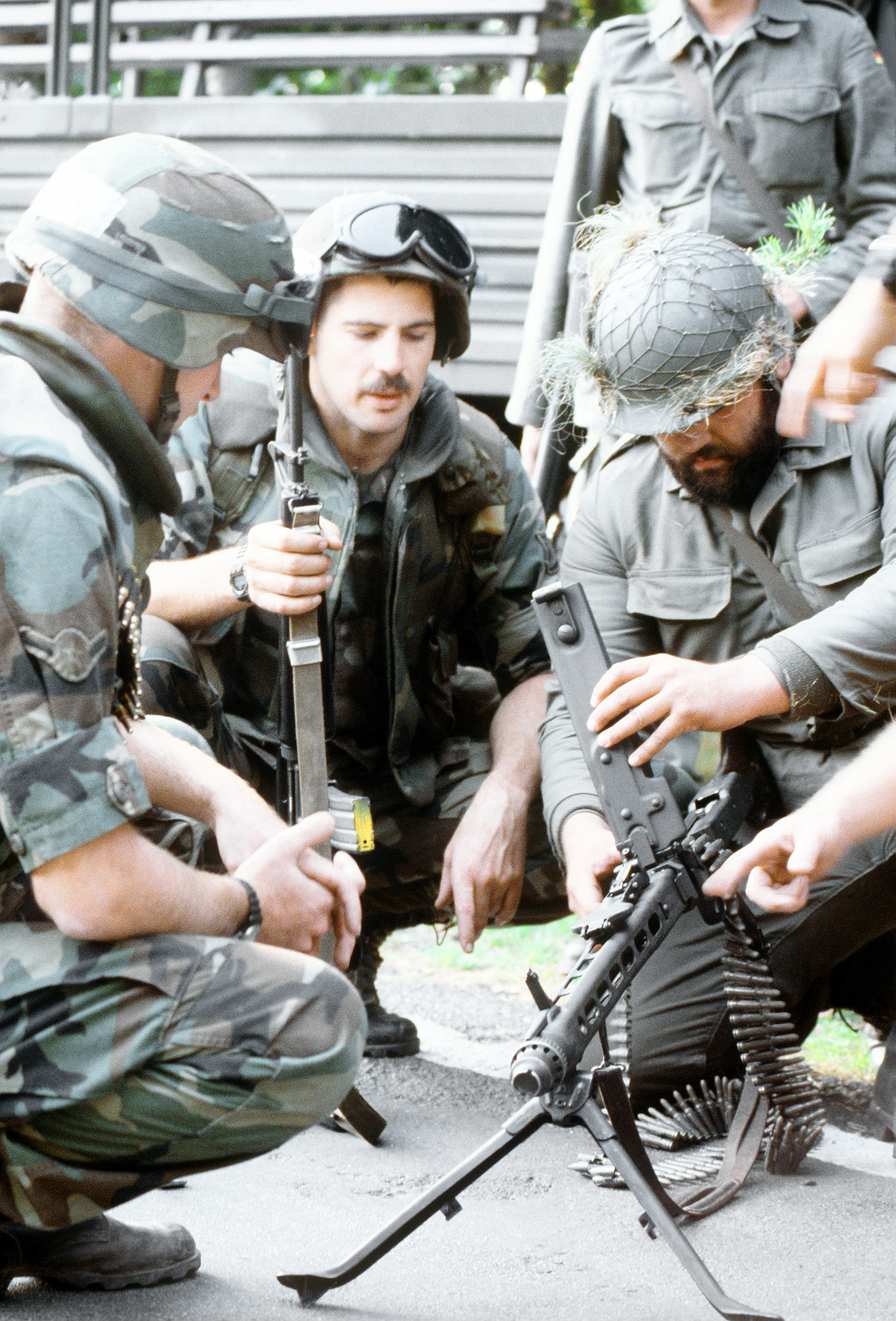
Reservisten der Heimatschutztruppe (JgBtl 942, HSchRgt 94, WBK IV) üben 1988 mit amerikanischen GIs

Die Aufgabe des Territorialheeres wurde als Territoriale Verteidigung beschrieben. Das Territorialheer unterstützte das Feldheer, die anderen deutschen Teilstreitkräfte und die anderen in Westdeutschland operierenden NATO-Verbände im „Aufrechterhalten der Operationsfreiheit“. Zu den alliierten Verbänden in Westdeutschland wurden Verbindungsmissionen eingerichtet.
Das Territorialheer leistete im rückwärtigen Raum Führungs- und Unterstützungsaufgaben. Die Fernmeldetruppe betrieb in Zusammenarbeit mit der Bundespost ein ortsfestes Fernmeldegrundnetz, um militärische und zivile Führungsstellen miteinander zu vernetzen. Logistikverbände unterstützten die Grundversorgung der Bundeswehr und die Instandsetzung des Wehrmaterials. Die Pioniere des Territorialheeres konnten Marschwege ausbessern und mittels Pionierbrücken oder Fähren Gewässerquerungen ermöglichen. Wallmeister konnten durch das Auslösen von vorbereiteten Sperren die Beweglichkeit gegnerischer Truppen hemmen. Mit seinen Feldjägern sicherte das Territorialheer die militärische Ordnung und hielt Marschwege frei.
Zeitlich und örtlich begrenzt war das Territorialheer durch seine überwiegend infanteristisch geprägte Heimatschutztruppe, insbesondere durch die Heimatschutzkommandos und später durch die Heimatschutzbrigaden (vgl. auch Heimatschutzbataillon), zum Sichern und Schützen von wichtiger Infrastruktur im rückwärtigen Raum befähigt. Dazu zählten beispielsweise Häfen, die NATO-Pipeline, Marschstraßen, Brücken, Verkehrsknotenpunkte, Sondermunitionslager, Gefechtsstände oder Fernmeldeeinrichtungen. Im rückwärtigen Raum musste mit luftgelandeten, eingesickerten oder durchgebrochenen Truppen des Warschauer Paktes oder verdeckt operierenden irregulären Kampfgruppen gerechnet werden. Insgesamt blieben die Mobilität, die Qualität des Wehrmaterials und die Kampfkraft aber deutlich hinter den Verbänden des Feldheeres zurück, das integriert in die NATO-Kommandostruktur seine Kräfte vor allem auf den Kampf gegen feindliche Truppen konzentrieren sollte.
Das Territorialheer unterstützte Maßnahmen der zivilen Verteidigung. Das Territorialheer war dazu neben der Abstimmung mit den anderen deutschen Teilstreitkräften und NATO-Streitkräften besonders auf die Zusammenarbeit mit der Territorialen Wehrverwaltung der Bundeswehr und anderen zivilen Behörden angewiesen. Dazu wurden entsprechend der zivilen Verwaltungsgliederung Wehrbereiche, Verteidigungsbezirkskommandos und Verteidigungskreiskommandos (zuletzt umgegliedert in Landeskommandos, Bezirksverbindungskommandos und Kreisverbindungskommandos) eingerichtet. In Zusammenarbeit mit zivilen Stellen sollte für den Verteidigungsfall, im Notfall auch im Frieden, beispielsweise ein effektiver Katastrophenschutz, der ABC-Schutz und eine leistungsfähige Reservelazarettorganisation aufgebaut werden.
Besondere Bedeutung hatte das Territorialheer für die Ausbildung, die Reserve und das Ersatzwesen der Bundeswehr. Das Territorialheer bildete Reservisten aus und bereitete die Mobilmachung im Verteidigungsfall vor. Dazu betrieb das Territorialheer zahlreiche Depots mit eingelagertem Wehrmaterial und Mobilmachungsstützpunkte und hatte zahlreiche nicht aktive Verbände ausgeplant. Im Verteidigungsfall sollte das Territorialheer dadurch zügig auf ein Vielfaches seiner Friedensgliederung aufwachsen. Für die übenden Truppen betrieb das Territorialheer Truppenübungsplätze. Die Unterstützungskommandos der WHNS unterstützten das amerikanische Heer bei der Mobilmachung im Verteidigungsfall.

## Geschichte

### Vorgeschichte
Die Trennung in Feld- und Territorialheer war für die deutschen Streitkräfte kein völlig neues Konzept. In der früheren Streitkräften des Deutschen Reiches waren Ersatzheer und Landwehr ähnlich konzipiert und auch die Einteilung in Wehrkreise war mit den Wehrbereichen der Bundeswehr vergleichbar.

### Kommando Territoriale Verteidigung (bis 1969)

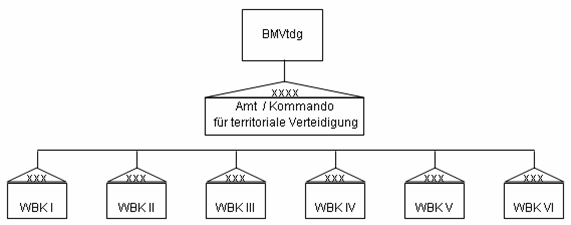
Gliederung Territoriale Reserve 1957–1969

Als oberste Führungsebene des Territorialheeres wurde am 1. Juni 1957 das Amt für territoriale Verteidigung – Oktober 1957 in Kommando Territoriale Verteidigung umbenannt – aufgestellt. Das Territorialheer war ursprünglich als eigener Bereich, möglicherweise später als Teilstreitkraft, neben Heer, Luftwaffe und Marine konzipiert. Bis Mitte der 1960er Jahre wurden Wehrbereichs- und ihnen nachgeordnete Verteidigungsbezirkskommandos aufgestellt. Ab 1961 begann der Aufbau einer Territorial-Reserve, die ab 1965 als Heimatschutztruppe bezeichnet wurde. In den Infanterieverbänden der Heimatschutztruppe (vgl. Heimatschutzkommando, Heimatschutzbrigade, Heimatschutzbataillon) dienten hauptsächlich Reservisten. Das Kommando Territoriale Verteidigung wurde 1969 außer Dienst gestellt.

### Territorialkommandos (ab 1969)

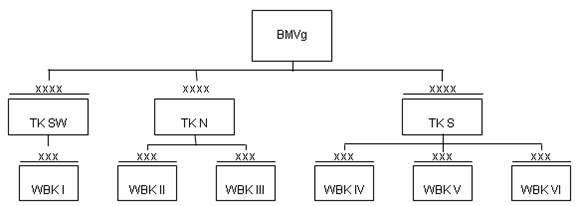
Gliederung des Territorialheeres 1969–1992

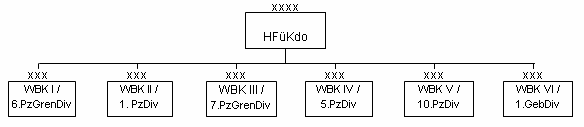
Gliederung des Territorialheeres in Westdeutschland in der nachgesteuerten Heeresstruktur V

Mit Auflösung des Kommandos Territoriale Verteidigung 1969 wurden die drei Territorialkommandos Schleswig-Holstein, Nord und Süd neu aufgestellt. Ihnen waren weiterhin die Wehrbereichskommandos, Verteidigungsbezirkskommandos und weitere Truppenteile wie Heimatschutzkommandos (ab 1981 umgegliedert in Heimatschutzbrigaden) unterstellt. Das Territorialheer war nun kein eigner Teilbereich der Bundeswehr mehr, sondern stattdessen neben dem in die NATO-Kommandostruktur integrierten Feldheer der Teilbereich des Heeres, der auch im Verteidigungsfall weiterhin national geführt werden sollte.
Nach Ende des Kalten Krieges wurde das Territorialheer stark reduziert, die Aufwuchsfähigkeit durch Reservisten begrenzt und einige Stäbe von Feld- und Territorialheer fusioniert. Die Trennung von Feld- und Territorialheer wurden dadurch zunehmend aufgelöst. Faktisch war das Territorialheer damit als weitgehend eigenständiger Teilbereich des Heeres im Dienstalltag nicht mehr erkennbar. Die territorialen Truppen in den Neuen Ländern (gegliedert in zwei ostdeutsche Wehrbereiche) wurden vom neu aufgestellten Korps / Territorialkommando Ost geführt. Bis 1995 wurden die Territorialkommandos außer Dienst gestellt. Die Wehrbereichskommandos waren nun direkt dem Heeresführungskommando unterstellt. Einige Verteidigungsbezirkskommandos (VBK) und alle Verteidigungskreiskommandos wurden aufgelöst.

### Auflösung des Territorialheeres
Im Rahmen der Umgliederung zur „von Grund auf erneuerten Bundeswehr“ 2001 wurde das Territorialheer endgültig aufgelöst und verbliebene nationale Strukturen und Aufgaben in den neu geschaffenen Organisationsbereich Streitkräftebasis eingegliedert. Die Verantwortung für die „Nationalen Territorialen Aufgaben“ wechselte am 1. Oktober 2001 vom Heeresführungskommando zum neu aufgestellten Streitkräfteunterstützungskommando. Neuer „Nationaler Territorialer Befehlshaber“ wurde der Befehlshaber des Streitkräfteunterstützungskommandos. Ab 2013 wurden vergleichbare Aufgaben vom Kommando Territoriale Aufgaben der Bundeswehr übernommen, welches am 26. September 2022 aufgelöst wurde. Seitdem liegt die Zuständigkeit beim neu gegründeten Territorialen Führungskommando der Bundeswehr.